# Jean-Pierre Barillet-Deschamps
Jean-Pierre Barillet-Deschamps (Saint-Antoine-du-Rocher, 1824. június 7. – Vichy, 1873. szeptember 12.) francia kertész, tájépítész. Párizs főkertésze, később az „Egyiptom ültetvényeit és sétányait ellátó hivatal” (Service des promenades et plantations de l’Égypte) általános igazgatója. Köz- és magánparkokat, kerteket tervezett és alakított újjá, különösen Párizsban Georges Eugène Haussmann prefektussága idején.

## Élete

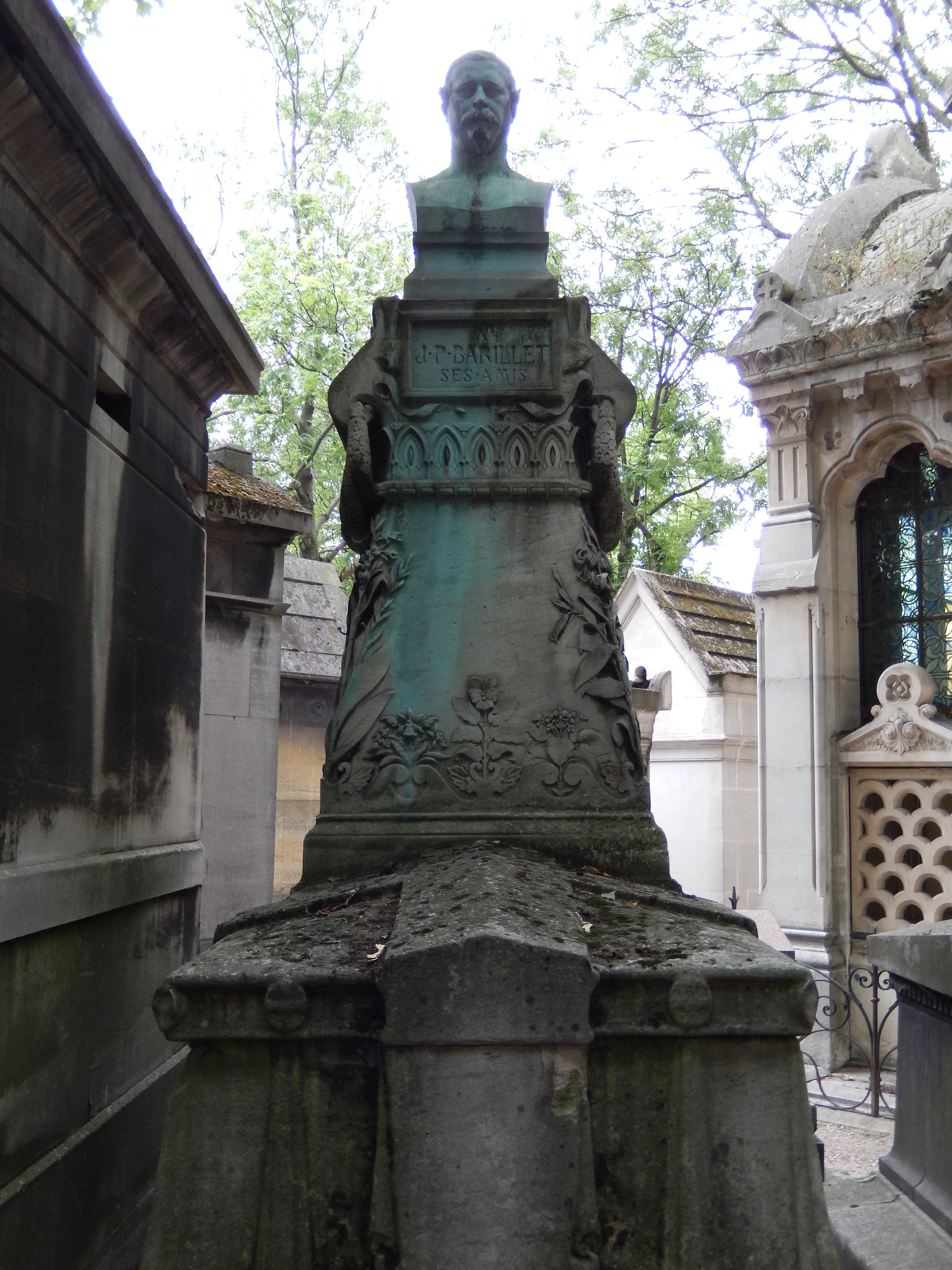
A Jean-Pierre Barillet síremléke a párizsi Père-Lachaise temetőben. Paul Bénard (1834–) építész és Ambroise Choiselat (1815–1879) szobrász alkotása

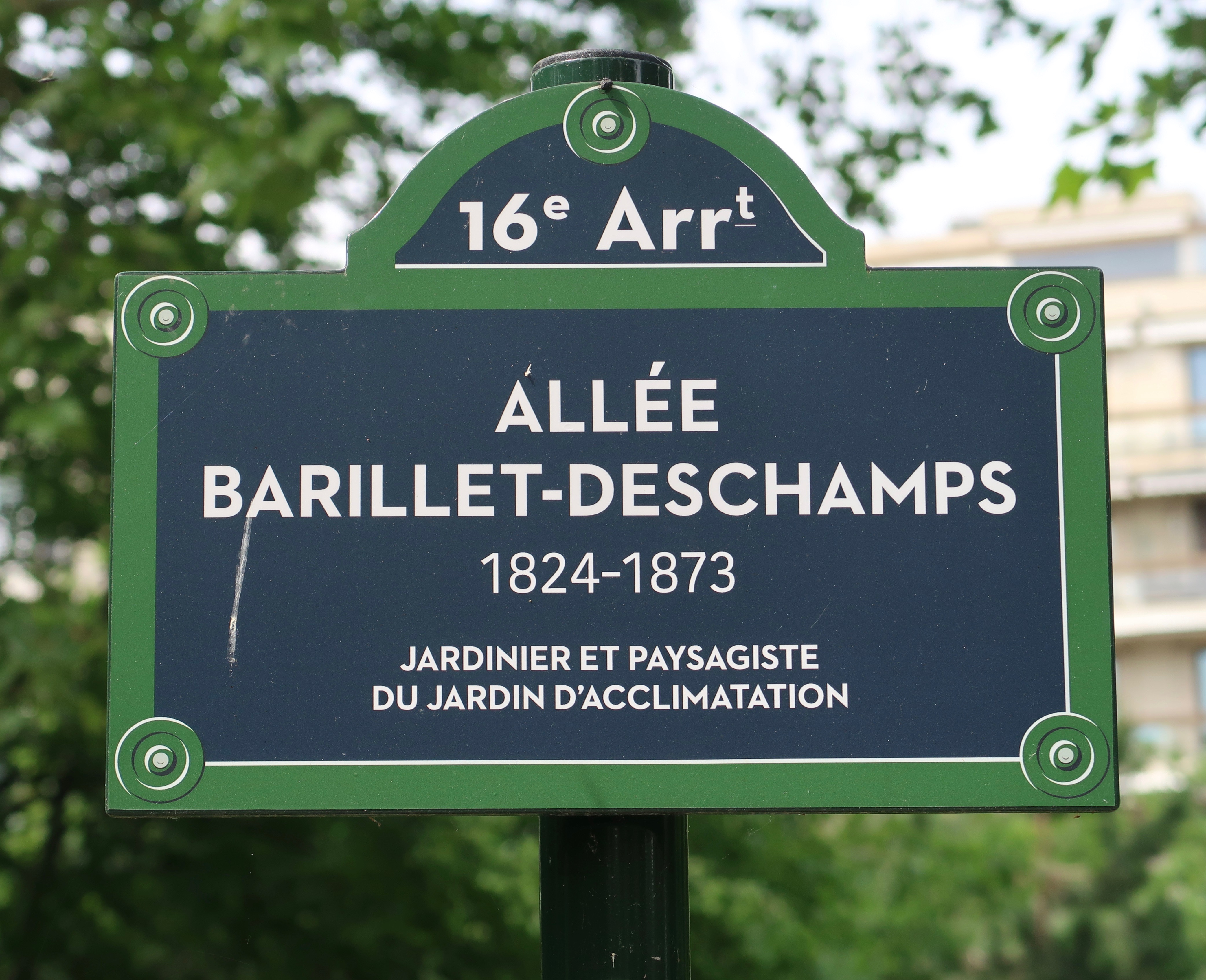
A Barillet-Deschamps sétány az Akklimatizációs kertben

Egy Tours-vidéki, kertkultúrával foglalkozó dinasztia leszármazottja. Kisebbik fia az ugyanitt, 1802-ben született Pierre Barillet-nak, aki szintén kertész volt. Anyja Françoise Balsac.
Az 1839 júniusában Bretignières de Courteilles és Frédéric-Auguste Demetz által a Tours melletti Mettray-ben „La Paternelle” néven alapított, első mezőgazdasági és kertészeti oktató-büntető kolóniában 1841-től alkalmazták kertészeti demonstrátor-felügyelőként.
Öt évvel később távozott Párizsba, ahol a Természettudományi Múzeumban és a Jardin des Plantes-ban tanult. 1847 júliusában feleségül vette Marie Pauline Aimee Deschamps-t, egy bordeaux-i sikeres kertész leányát. Ekkor nevét a Deschamps vezetéknévvel egészítette ki. Később apósa bordeaux-i kertészeti vállalkozását az egzotikus növények (banánfa, canna, bambusz) nagyon kedvező árú tömegtermelésével csaknem üzemi méretűvé fejlesztette. 1852 tavaszán a Bordeaux-ban járó (későbbi III.) Napóleon meglátogatta üvegházát, és elismerését fejezte ki.
Georges Eugène Haussmann, aki Gironde megye prefektusaként még Bordeaux-ból ismerte, (III. Napóleonnal előzetesen tárgyalva) Párizsba hívta, hogy Adolphe Alphand és Eugène Belgrand (1810–1870) mérnökök vezetésével ő legyen a főkertész (elsőként e poszton) a „Párizs ültetvényeit és sétányait ellátó hivatal” (Service des Promenades et Plantations de la Ville de Paris) élén. A főváros átalakításával, rendezésével foglalkozó híressé vált munkaközösség – amellyel a prefektus körülvette magát – olyan kiváló építészeket is foglalkoztatott, mint Victor Baltard (1805–1874), Gabriel Davioud (1824–1881), Jacques Ignace Hittorff (1792–1867).
Barillet-Deschamp áttervezte a Bois de Boulogne-t (1854), a Bois de Vincennes-t (1860), a Luxembourg-kertet, a Monceau parkot (1862), a Buttes-Chaumont parkot (ezt ma inkább Édouard Andrénak tulajdonítják, 1864–1869) és a Montsouris parkot (1869). Az ő vezetése alatt (Adolph Alphand-nal együtt) rendezték a Temple tér és a Batignolles tér területét. 1865-ben angolkertté alakította Le Mans-ban a történeti kertet. 1872-ben Lille-ben a Vauban parkot és a Réduit teret (utóbbi a tipikus franciakert példájává vált), és Roubaix-ban a Barbieux parkot.
Létrehozta a tájépítészek házát (La Maison d’Architecte Paysagiste), a párizsi Muette területrészen faiskolát és kertet nyitott. Alkotásaival elindult nemzetközi pályafutása: hívták Cambraiba, Marseille-be (a Borély park megalkotásához), Hyères-be, Milánóba és Torinóba, később Belgiumba a Laeken kastély parkjának kialakításához, Ausztriába, hogy fölülvizsgálja a Práter parkját, Poroszországba – egészen Egyiptomig. Iszmáíl pasa Kairóba hívta 1870-ben, és itt dolgozott egészen 1873-ig Gustave Delchevalerie-vel együtt az Al-Orman kert, a Gezira sziget parkja, s az al-Azbakiyya kert kialakításán. 1873-ban egy konstantinápolyi megbízatás teljesítése közben tüdőbajjal fertőződött meg, s ez arra kényszerítette, hogy kezelésre visszatérjen Franciaországba. Betegen és egyedül szállt meg útközben Vichyben a Királyi Szállóban, és itt halt meg. Még az ötvenedik életévét sem érte meg.
Sírja a Père-Lachaise temetőben található. Születési neve szerepel a síremlékén.

## Jelentősége
Barillet-Deschamps angolkert ihlette kerttípust teremtett, melyet völgyes-dombos pázsitfelületek, tekervényes útvonalak és tavak jellemeztek. Az egzotikus növényzet és a kerti berendezések, építmények gazdagsága tanúsította a Második Francia Császárság modernitását és gazdagságát. Bírálják Barillet-Deschamps stílusát ismétlődéseiért, néha eklektikus jellegűnek minősítik, és műveit úgy értékelik, hogy a hely szellemét és a helyi sajátosságokat kevésbé vette figyelembe, s inkább általánosított angolkerti formát valósított meg. Ennek ellenére Barillet-Deschamps munkái a francia vidéken és külföldön – néhol mintaként, néhol pedig ellenpéldaként – általánosan jellemezték a 19. század kertművészetét és munkássága nyomot hagyott még a 20. században is.
1861-ben megalkotta a Torino Porta Nuova pályaudvar előtti Carlo Felice tér központi nagy parkját.
1862-ben a nizzai Villa Vigiernél dolgozott, amely Louis Nicolas Davout unokája, Achille Georges Vigier ingatlana volt, és amely később híres akklimatizációs, növényhonosító botanikus kertté vált támogatójának 1883-as haláláig.
Gabriel Davioud-val társulva részt vett a Bois de Boulogne Pré-Catelan területének botanikus kertté alakításában.

## Kitüntetései
- francia Becsületrend
- Belga Lipót-rend
- Porosz Korona-rend

## Emlékezete
- Egy sétány viseli nevét a párizsi Akklimatizációs kertben (Jardin d’Acclimatation).
- 2013-ban az egyetlen érintetlen, Barillet-Deschamps által tervezett park a Bûcherie kastély (jelenleg szálló) parkja a Val-d’Oise megyei Saint-Cyr-en-Arthies-ban található. Hatvan hektár erdős és dombos síkságon épült kastély, a látványközpontba tervezett, a párizsi Buttes Chaumont-éra emlékeztető vízesések sorozatával. (Helyreállítandó). A növényi indamintákat utánozó, öntött korlátú vashíd is fennmaradt. A változatos fafajok között a parkban áll Franciaország legnagyobb Keleti platán (Platanus orientalis) fája, kerülete 3,3 méter.

## Fordítás
- Ez a szócikk részben vagy egészben  a   Jean-Pierre Barillet-Deschamps című francia Wikipédia-szócikk ezen változatának fordításán alapul.  Az eredeti cikk szerkesztőit annak laptörténete sorolja fel. Ez a jelzés csupán a megfogalmazás eredetét és a szerzői jogokat jelzi, nem szolgál a cikkben szereplő információk forrásmegjelöléseként.